# Мошана
Моша́на (рум. Moșana) — село в Дондюшанском районе Молдавии. Является административным центром коммуны Мошана, включающей также село Октябрьское.

## География
Село расположено на высоте 224 метра над уровнем моря в 17 км от границы с Украиной. Село граничит на востоке с селом Елизаветовка, на юго-востоке с селом Брайково, на севере с селом Бричаны, на северо-западе с селом Гырбова, на юго-западе с селом Климауцы. Местность холмистая, богатая плодородными землями. Село окружено семью пресноводными озерами. На северо-востоке лес отделяет территорию коммуны от сел Брайковы и Бричень. Через село протекает река Куболта.
Через село проходит автострада европейского значения E583.

## История села
Первое документальное упоминание о селе датируется 1634 годом. Село Мошана расположено на месте бывшего турецкого поселения, жители которого занимались гончарным делом. Затем село принадлежало монастырю; впоследствии один участок имения сдавался в аренду некоему пану Левицкому. Этот же пан является одним из основателей села, потому что позже выкупил земли у монастыря и отдавал в пользование рабочим. Дом пана Левицкого до сих пор стоит на территории села Мошана. Сохранилась данные о вкладе первых поселенцев в развитие села.
Например, Стефан Деркач и его поколение построили четыре колодца; Андрей и Антип Грамма построили колодцы и купили два паровика, мельницу и молотилку; Максим Кривой — сделал булыжную мостовую на одной из улиц села.
Относительно происхождения названия села существует несколько легенд.
Согласно первой из них, некогда в селе жила уважаемая всеми повитуха (по-молдавски — моаша), которую звали Анна. Она помогла многим людям, и в её честь решили назвать село.
Согласно второй легенде название
связано с одним бедным стариком, который поселился на данной территории. Когда его спросили «что ты имеешь?», он ответил: «У меня есть только мошна (то есть мешок)». Отсюда и пошло название «Мошана».
Третья легенда рассказывает о богатом человеке переселившемся вместе со своей семьёй и основавшем село, назвав его Мошана, от «мош» (так обращались к этому человеку) и «Анна» (имя его дочери).
Другая легенда гласит, что когда-то на территории села жил старик со своей внучкой Анной. Он был целителем, а внучка помогала лечить людей, которые к нему приходили. В их честь село и было названо село.

## Население
По данным переписи населения 2004 года, в селе Мошана проживает 1749 человек (823 мужчины, 926 женщин).
Этнический состав села:
| Национальность | Число жителей | Процентный состав |
| -------------- | ------------- | ----------------- |
| украинцы       | 1633          | 93,37             |
| молдаване      | 96            | 5,49              |
| русские        | 13            | 0,74              |
| гагаузы        | 4             | 0,23              |
| болгары        | 1             | 0,06              |
| прочие         | 2             | 0,11              |
| Всего          | 1749          | 100 %             |

## Религия
Население села в основном православное. На территории села расположена церковь «Покрова Божьей Матери», поскольку была освящена на праздник Покрова (14 октября). До 1960 года церковь проводила богослужения регулярно и являлась не только церковью, но и школой. Однако, в том же году её закрыли. Церковь пережила пожар, но в 1988 году начались работы по строительству нового храма, и в 1990 году он вновь был освящён.

## Инфраструктура
В селе довольно развитая инфраструктура, по сравнению с другими селами подобного типа.
- Гимназия
- Почта
- Библиотека
- Дом культуры
- Торговая сеть
- Офис семейного врача